# Saponaria bodeana
Saponaria bodeana är en nejlikväxtart som beskrevs av Pierre Edmond Boissier. Saponaria bodeana ingår i släktet såpnejlikor, och familjen nejlikväxter. Inga underarter finns listade i Catalogue of Life.